# قانون الحكم المحلي في السودان
قانون الحكم المحلي في السودان تم اعتماده من البرلمان السوداني في العام 1971، خلال عهد الرئيس الأسبق جعفر محمد نميري، عمل القانون على إلغاء نظام الإدارة الأهلية التقليدي الذي وضعه الإستعمار البريطاني ، وأطلقوا عليه (الإدارة الأهلية).
بموجب التشريع الجديد تم تكوين مجالس محلية ترتبط بحزب الاتحاد الاشتراكي الحاكم، لكن نظام الرئيس نميري لم يطبق القانون في جنوب السودان، الذي ظل تحت سيطرة السلطة القضائية لزعماء القبائل.
عمل القانون على نقل السلطة لبعض الكيانات الإقليمية، وتوظيف مؤسسات الحكم الشعبي في التنمية المحلية.